# Mario Williams
Mario Jerrel Williams (* 31. Januar 1985 in Richlands, North Carolina) ist ein ehemaliger US-amerikanischer American-Football-Spieler auf der Position des Defensive Ends. Im NFL Draft 2006 wurde er von den Houston Texans als Gesamterster ausgewählt, für die er bis 2011 in der National Football League (NFL) spielte. Anschließend spielte er von 2012 bis 2015 für die Buffalo Bills. Zuletzt stand er 2016 bei den Miami Dolphins unter Vertrag. Er wurde viermal in den Pro Bowl gewählt.

## NFL

### Houston Texans
Von der North Carolina State University kommend, wurde Williams im NFL Draft 2006 an 1. Stelle von den Houston Texans ausgewählt. Er ist 1,98 m groß und wog 134 kg.
Seinen ersten Sack in der Saison konnte er gegen den Quarterback der Miami Dolphins, Daunte Culpepper, erzielen. Drei Wochen später gab es einen weiteren Sack gegen Byron Leftwich und er eroberte einen Fumble. Seine Saisonstatistik 2006 betrug 45 Tackles und 4,5 Sacks.

### Buffalo Bills
Williams wechselte zur Saison 2012 zu den Buffalo Bills, wo er einen Sechsjahresvertrag als höchstbezahlter Defense-Spieler in der Geschichte der NFL unterschrieb. Am 1. März 2016 wurde er von den Bills entlassen.

### Miami Dolphins
Am 9. März 2016 unterschrieb Williams einen Zweijahresvertrag bei den Miami Dolphins über 17 Millionen US-Dollar.
Nach der Saison 2016 wurde Williams von den Dolphins nach nur einem Jahr im Team in die Free Agency entlassen, nachdem er nur 1,5 Sacks erzielt hatte.